# Velebilje
Velebilje (lat. Atropa), rod otrovnog bilja iz porodice krumpirovki ili pomoćnica. Raširen je po Europi i jugozapadnoj Aziji. Postoji šest priznatih vrsta. Jedini predstavnik u Hrvatskoj je gorsko velebilje

## Vrste
1. Atropa acuminata Royle ex Miers
2. Atropa baetica Willk.
3. Atropa belladonna L.
4. Atropa komarovii Blin. & Schal.
5. Atropa pallidiflora Schönbeck-Temesy
6. Atropa ×martiana Font Quer